# Prospection (mercatique)
Pour les articles homonymes, voir prospection.
 (mars 2023).
Si vous disposez d'ouvrages ou d'articles de référence ou si vous connaissez des sites web de qualité traitant du thème abordé ici, merci de compléter l'article en donnant les références utiles à sa vérifiabilité et en les liant à la section « Notes et références ».
La prospection commerciale consiste à rechercher de nouveaux clients potentiels qu'on appellera alors des « prospects ». Ils obtiendront le nom de « clients » une fois leur premier achat effectué.
En B2C, la prospection est souvent l'affaire de la publicité, alors qu'en B2B elle est plutôt à la charge des commerciaux.

## Nécessité de la prospection
La prospection permet à une entreprise de trouver des prospects, lesquels pourront devenir de nouveaux clients.

## Étapes et outils de la prospection
Il existe plusieurs étapes dans la prospection. Ces étapes passent par différents outils :
- le publipostage (courrier, télécopie ou courriel),
- la prospection par courriel (envoi de campagnes de masse),
- la téléprospection (prospection téléphonique),
- la prospection sur les réseaux professionnels (Linkedin, Viadeo, etc.),
- la prospection sur les réseaux sociaux via la publicité (Facebook, Twitter, etc.),
- la prospection sur les réseaux sociaux via le réseautage,
- la prospection directe (démarchage porte-à-porte),
- le panneau publicitaire (bannière),
- le salon professionnel,
- le référencement,
- le publipostage groupé,
- le cold email.